# Johann Gottlieb Breyer
Johann Gottlieb Breyer (* 25. Dezember 1715 in Stuttgart; † 25. Januar 1796 ebenda) war ein deutscher Verwaltungsjurist und Geheimrat.

## Leben
Breyer studierte Rechtswissenschaft an der Universität Tübingen. Anschließend bereiste er die deutschen Länder, Frankreich, England, Ungarn und die Niederlande. 1740 wurde er Leutnant im österreichischen Militär und stieg sowohl zum Hauptmann als auch zum Auditor auf. 1745 kehrte er nach Württemberg zurück. Dort wurde er Regierungsrat und Geheimsekretär. Bekannt wurde er nach 1782 für seine Abhandlung Elementa Juris Publici Wirtembergici, Atque Serenissimorum Ducum Privati.
Breyer wurde 1788 zum Geheimen Legationsrat ernannt, 1792 stieg er zum Mitglied des Geheimen Rats mit gleichlautendem Titel auf.
Der Rechtsprofessor Johann Christoph Friedrich Breyer war sein Sohn, der Philosophieprofessor Johann Friedrich Breyer sein Neffe.

## Werke (Auswahl)
- Elementa Juris Publici Wirtembergici, Atque Serenissimorum Ducum Privati, Cotta, Stuttgart 1782, 2. Auflage 1787.
- Das letzte Wort über die zweymalige Trennung der Mämplegardischen Lande von em Herzogthum Würtemberg in dem 16ten und 17ten Jahrhundert, in den Tübingischen gelehrten Anzeigen, Tübingen 1788.
- Einige interessante Staats-Probleme, betreffend hauptsächlich die so ansehnlichen ältern Wirtembergischen Allodialbeziehunge, Tübingen 1790.